# Promessa
Albums de Stone Age
Les Chronovoyageurs
(1997) Totems d'Armorique
(2007)
Promessa est le troisième album du groupe français Stone Age, sorti en novembre 2000. En France, il bénéficia d'une seconde sortie commerciale en 2002, avec une nouvelle pochette, sur le label breton Coop Breizh.
Tout en gardant certains arrangements électroniques sophistiqués des deux précédents albums, les chansons sont davantage individualisées et adoptent un format pop (couplet-refrain-pont). Doté essentiellement d'accords majeurs, Promessa est un album résolument optimiste. C'est aussi l'album de Stone Age le plus empreint de culture bretonne, comptant plusieurs chansons en langue bretonne, de nombreux arrangements de style traditionnel breton et des références à la mythologie bretonne.
La première plage de l'album, Promessa, inclut la participation de la chorale messine "Emotion", sous la direction de Jacky Locks. Un an plus tard, ce dernier dirigera les 1 000 choristes participant au titre Ensemble de Jean-Jacques Goldman.

## Liste des titres
1. Promessa
2. Orbital Kan
3. Long-Cours
4. Days of Grace
5. Breman Breizh
6. Gwenaëla
7. Derdumor
8. La Prière du hibou
9. Darkoz
10. Loargann
11. Stoned Gavotenn